# Samsung Galaxy A21s
O Samsung Galaxy A21s é um smartphone Android desenvolvido e fabricado pela Samsung Electronics. Faz parte da série Galaxy A, que é voltada para o mercado intermediário. A empresa lançou o telefone no dia 15 de maio de 2020.

## Software
O smartphone sai de fábrica com sistema operacional móvel Android 10 com a interface One UI 2.5 da Samsung.